# Terpinolen
Terpinolen gehört zu der natürlich vorkommenden Gruppe der Menthadiene, das heißt Terpenen mit einem p-Menthan-Gerüst und zwei Doppelbindungen. Uneinheitlich wird das α-Terpinolen auch als δ-Terpinen bezeichnet und damit zu den isomeren Terpinenen gezählt.

## Vorkommen
Terpinolen kommt in zahlreichen isomeren Formen in ätherischen Ölen vor und findet sich unter anderem in Weinreben (Vitis vinifera), Waldkiefern (Pinus sylvestris), Wacholder (Juniperus communis), Teebaum (Melaleuca alternifolia), Sellerie ( Apium graveolens), Majoran (Origanum majorana), Baldrian (Valeriana officinalis), Koriander (Coriandrum sativum), Petersilie (Petroselinum crispum), Polei-Minze (Mentha pulegium), Rosmarin (Rosmarinus officinalis), Muskatnuss (Myristica fragrans) und verschiedenen Eukalyptus-Arten. Hier wird es über eine (−)-α-Terpineol-synthase (Terpensynthase) hergestellt. Besonders reich an Terpinolen ist das Pastinaköl, in dem es mit einem Anteil zwischen 40 und 70 Prozent enthalten ist. Terpinolen ist auch Alarmpheromon der Termiten.

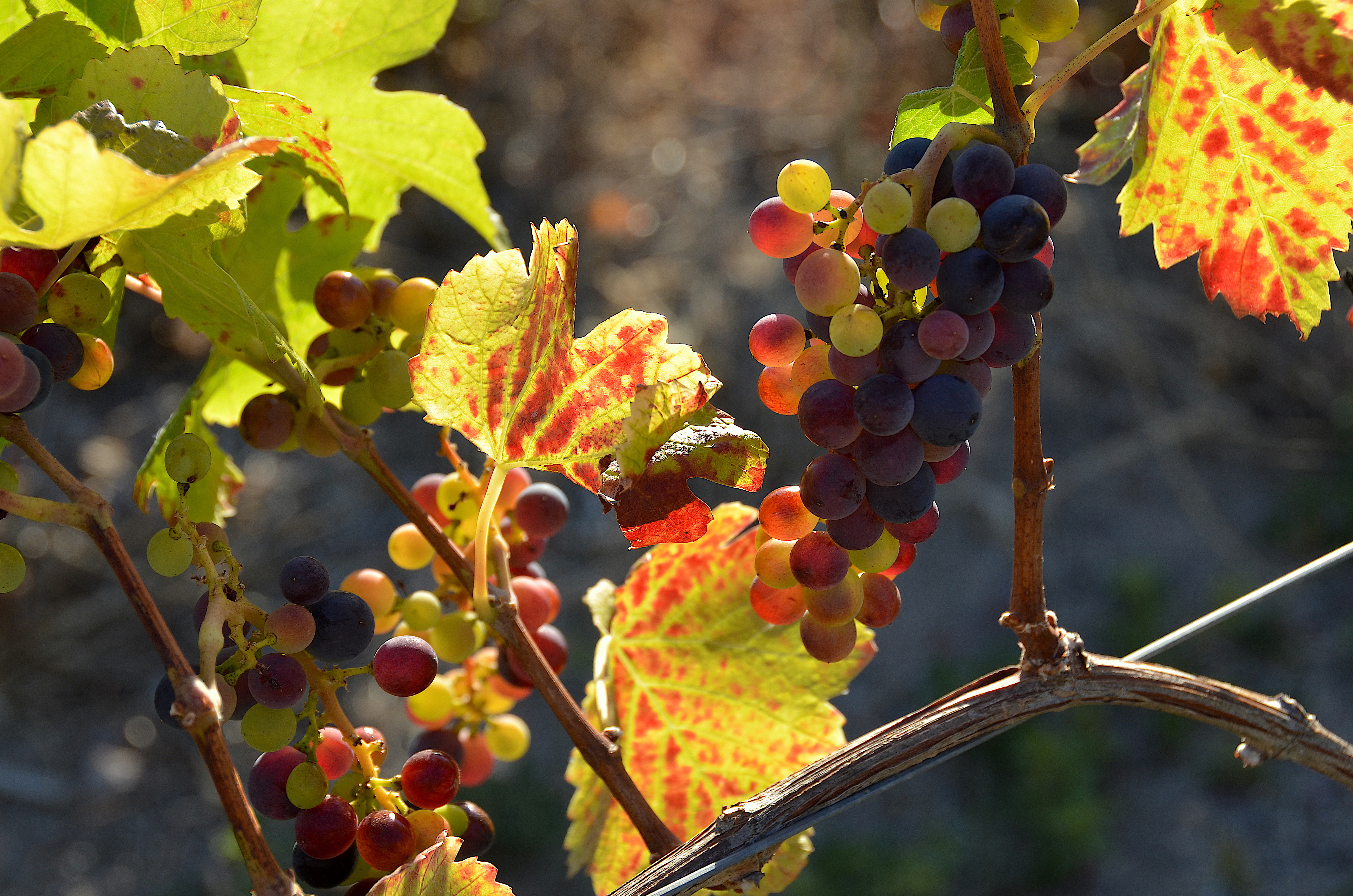
Wein
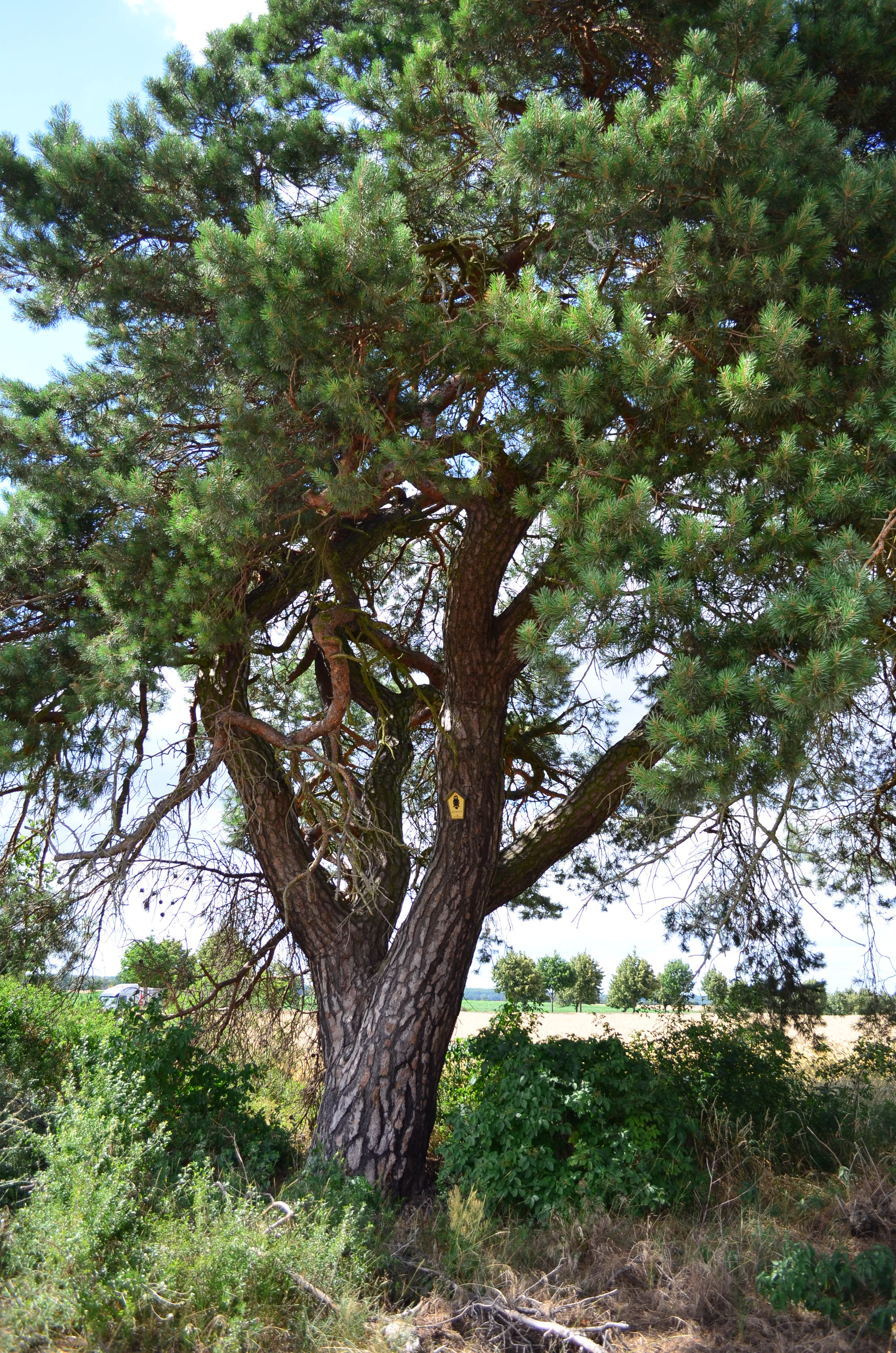
Waldkiefer
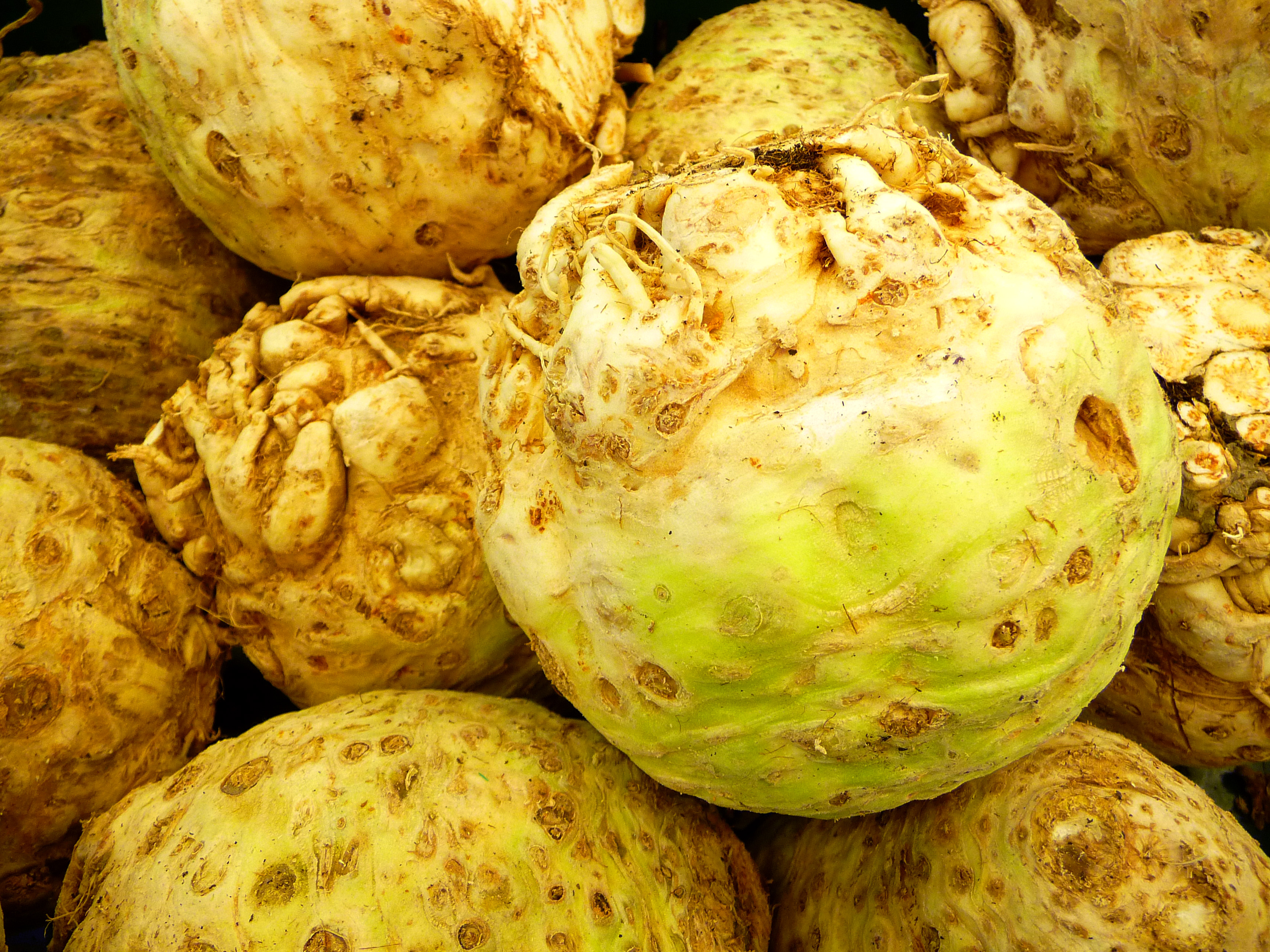
Sellerie
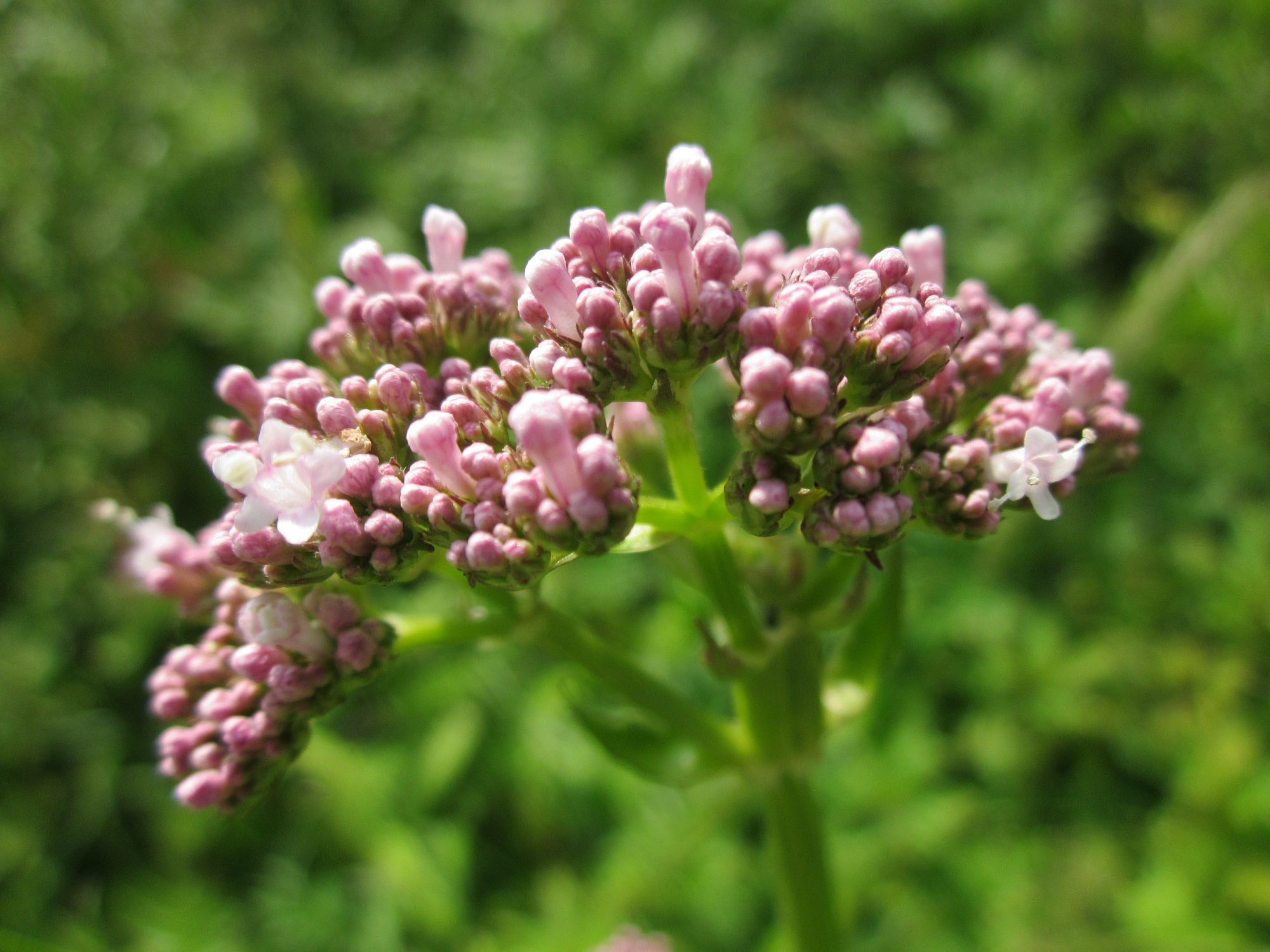
Baldrian
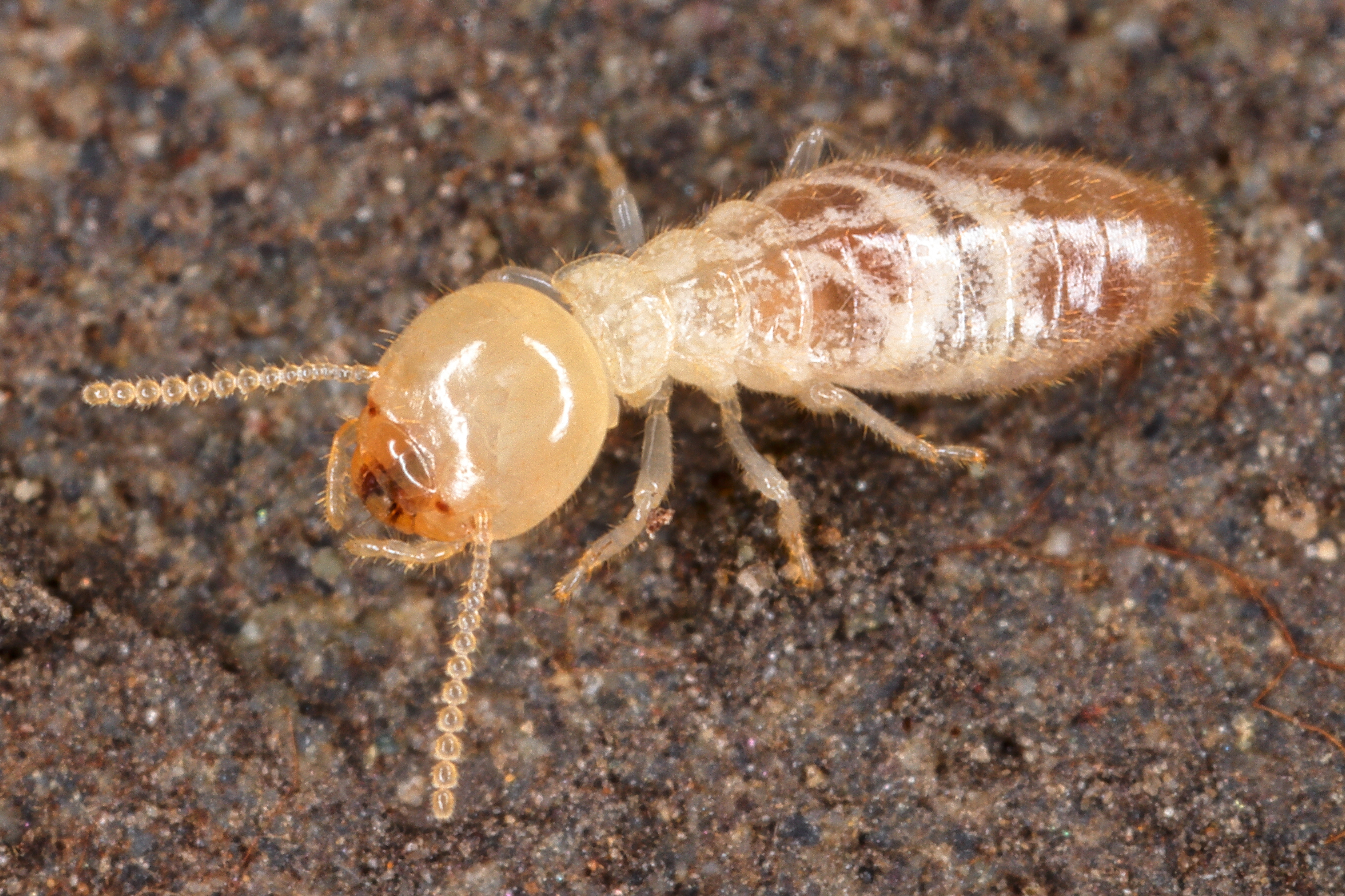
Termite

## Eigenschaften
Terpinolen ist eine farblose Flüssigkeit, die wie alle Menthadiene empfindlich gegenüber Licht, Luft und Wärme ist. Die Dampfdruckfunktion ergibt sich nach Antoine entsprechend log10(P) = A−(B/(T+C)) (P in bar, T in K) mit A = 2,95742, B = 934,936 und C = −146,641 im Temperaturbereich von 313,6 K bis 452 K.
Die Verbindung bildet oberhalb des Flammpunktes entzündliche Dampf-Luft-Gemische. Der Flammpunkt liegt bei etwa 53 °C.

## Verwendung
Terpinolen wird als Zusatzstoff in Möbelpolituren und Schuhpflegemitteln verwendet.